# Самсоновская (Тарногский район)
Самсоновская — деревня в Тарногском районе Вологодской области.
Входит в состав Заборского сельского поселения, с точки зрения административно-территориального деления — в Лохотский сельсовет.
Расстояние до районного центра Тарногского Городка по автодороге — 25 км.
По переписи 2002 года население — 40 человек (21 мужчина, 19 женщин). Всё население — русские.